# 연 (성씨)
연(延, 燕, 淵) 또는 련(連)씨는 성씨의 하나이다.

## 늘일 연 延
연(延)씨는 백월 계통과 선비족인 오환족, 동호족 계통의 연(延)성이 있다. 백월은 고대 오나라, 월나라 지역에 살았던 민족으로 그 계통이 다양하다. 요서, 요동 지역의 선비족 가운데 오환, 동호 계통의 연(延)씨가 있다고 한다. 오환과 동호는 북적과 유사한 민족이며, 만주와 한반도 주변에 거주한다.
삼국 시대 고구려 대에는 연(延)씨로 추정되는 연타발(延陀勃)과 연비(延丕)가 활동하였다. 연타발(延陀勃)은 고구려의 개국공신으로 백제 시조인 온조왕의 외할아버지이다 연비(延丕)는 고구려의 장수로 엄우의 신(新) 군대에 맞서 싸우다 전사하였다.
연(延)씨는 2000년 대한민국 통계청 인구 조사에서 28,447명으로 조사되어 한국 성씨 인구 순위 78위이다. 본관은 곡산(谷山) 단본이다.
곡산 연씨(谷山 延氏) 중시조는 연사종이며 전해지는 신화에 의하면 연계령(延繼笭)의 7세손 연수창(延壽菖)이 제국대장공주(齊國大長公主)를 배종(陪從)하고 고려에 들어와 은자광록대부(銀紫光祿大夫)ㆍ좌복야(左僕射)를 역임하고 곡산(谷山)에 정착하였다고 한다. 독특한 사실은 경주 김씨 대안군파(경주, 구안동, 김해) 4, 5, 6, 7세 이름과 곡산 연씨 1, 2, 4, 6세 이름이 동일하다고 한다. 수창(壽昌)의 아들 연경(鏡)은 고려 충숙왕(忠肅王) 때 삼중대광 문하시중(三重大匡門下侍中)과 태사(太師)를 역임하였다. 연경의 증손자 연주(延柱)가 광록대부(光祿大夫)로 삼사좌사(三司左使)에 오르며 조선 태종 때 곡성군(谷城君)에 추봉되었다.
곡산 연씨 중시조 연사종(延嗣宗)은 1388년(우왕 14) 요동 정벌 때 우군도통수 이성계(李成桂)의 군진무(軍鎭撫)로 종군한 공으로 조선이 건국되자 개국원종공신에 책봉되었으며, 1393년(태조 2) 회군공신 3등에 책록되었다. 1401년(태종 1) 제2차 왕자의 난 때 정안군파(定安君派)에 가담했고, 정안군이 세제로 책봉되고 등극하는 과정에서 좌명공신(佐命功臣) 4등에 책록되었다. 1402년 우군동지총제(右軍同知摠制)에 임명되고, 1407년 판한성부사 겸 우군총제가 되었으며, 뒤에 상장군·호조전서 등을 역임하였다. 1410년 동북면병마도절제사로 야인의 침입을 방어했으며, 이 해에 길주도도안무찰리사가 되어 경원부(慶源府)와 경성(鏡城)을 수복하는 전과를 올렸다. 1413년 영흥부윤(永興府尹)을 겸직했으며, 위의 공로로 곡산군(谷山君)에 봉해졌다. 1416년 삼군도진무(三軍都鎭撫)가 되고, 이어 의정부참찬·중군총제(中軍摠制)를 역임하였다. 1418년 사은사로 명나라에 다녀왔으며, 1419년(세종 1) 훈신에 대한 예우로서 판중군도총제부사에 오르고, 1422년 곡산부원군(谷山府院君)에 훈봉되었다.
연사종의 손자 연정설(延井渫)은 음직(蔭職)으로 옥천군수(沃川郡守), 상주목사(尙州牧使), 안동부사(安東府使) 등을 역임하였다. 곡산 연씨는 조선시대 문과 급제자 4명을 배출하였는데, 인물로는 숙종 때의 연최적(延最績) 등이 있다.
근현대 인물로는 독립운동가 연병호, 국회의원 연제원, 배우 연규진, 연정훈, 야구선수 연경흠 등이 있다.
한편, 한국 연씨 가운데 연시로(延時老)라는 일본계 항왜 귀환자도 있었다. 조선왕조실록에 따르면 북방 경비에 보내진 항왜들은 최소 1만이며, 조선에서 성을 새로 받아서 새로운 성으로 창성하는 경우가 많았다고 한다. 일본계 연씨가 현존하는지는 확실하지 않다.

## 제비 연 燕

### 한국
연(燕)씨는 『수서(隋書)』와 『신당서(新唐書)』 등에 사씨(沙氏), 협씨(劦氏), 해씨(解氏), 정씨(貞氏), 국씨(國氏), 목씨(木氏), 백씨(苩氏) 등과 함께 백제(百濟)의 대성팔족(大姓八族)으로 기록되어 있다.
역사 인물로는 백제 성왕(聖王) 때 병관좌평을 지낸 연실(燕實) 등이 있다.
대한민국 통계청 조사에서 연(燕)씨는 1985년에 26가구, 104명으로 조사되었고, 2000년에는 1,065가구, 3,549명, 2015년에는 20명으로 조사되었다. 본관은 전주(全州)가 16명으로 가장 많다.

### 중국
연(燕)씨는 중국(中國) 범양(范陽)에서 계출(系出)된 성씨(姓氏)로서 주(周)나라 때 공자(孔子)의 제자(弟子)인 연급(燕伋)의 후손이 나라 이름을 성(姓)으로 삼은 것이 시초가 되었다.
연나라 성씨로 희성 계통이 있다. 또한 (랴오닝의 선비족인 오환족, 동호족) 연(燕)성 있다고 한다. 선비족이 5호 16국 시대 '연'이라는 국호를 많이 사용하였다.

## 못 연 淵
연(淵)씨는 고구려 연개소문 가문의 성씨다. 7세기경 그 아들들은 당 고조의 이름을 피휘하여 중국에서 천(泉:Tuyen:Quan)씨로 바꾸었다. 그런데 천(泉)씨는 중국에서 소멸된 성씨라고 한다. 신라에 귀부하였던 연정토는 당나라로 사신으로 갔다가 돌아오지 않았다. 다른 후손이 있는지는 확실하지 않다. 그러므로 淵씨는 한국에서 완전히 소멸된 성씨이다.

## 잇닿을 련 連
연(連)씨는 2015년 대한민국 통계청에서 59명으로 조사되었다. 본관은 나주(羅州)가 48명으로 가장 많다.
연(連)씨의 시조는 고려 태조(太祖) 원년에 이등공신에 녹훈된 연주(連珠)이다. 연주는 918년(태조 1) 8월 고려를 건국하는 데 공을 세운 개국공신을 선정하여 포상할 때 견권(堅權)·고려(能寔)·권신(權愼)·염상(廉湘)·김락(金樂)·마난(麻煖)과 함께 이등공신(二等功臣)이 되어 금, 은, 그릇과 비단을 받았다. 936년에는 후백제(後百濟)와의 마지막 결전이었던 일리천(一利川: 현재 경상북도 구미)싸움에 원보(元甫)로서 대상(大相) 김철(金鐵)·홍유(洪儒)·박수경(朴守卿), 그리고 원윤(元尹) 훤량(萱良)과 함께 마군(馬軍) 1만 명을 거느리고 3군(軍)중 우군(右軍)에 소속되어 참전하였다.

## 같이 보기
- 延姓
- 燕姓
- 連姓